# Carl Heinrich Schaaf
Carl Heinrich Schaaf (* 28. Februar 1827 in Werdum; † 1. Oktober 1904 in Potshausen) war ein deutscher Theologe.

## Leben und Wirken
Carl Heinrich Schaaf war der dritte Sohn des Kaufmanns und Gastwirts Georg Friedrich Schaaf (1794–1849) und dessen Ehefrau Maria Elisabeth geb. Lucas. Er galt als hochbegabtes Kind, das studieren sollte. Vom 3. bis zum 13. Lebensjahr lebte er in der Pastorei seines Großvaters Johan Friedrich Clamer Schaaf (1763–1848) in Werdum. Dieser weckte in ihm ein Interesse für Genealogie. Nach der Stadtschule von Esens ging Schaaf fünf Jahre auf das Lyzeum von Aurich. Hier beeinflusste ihn der tiefreligiöse Rektor Reuter nachhaltig. Schuldirektor Rothert stellte ihn während seines letzten Jahres an der Schule größtenteils vom Unterricht frei und übertrug ihm die Aufgabe, während dieser Zeit zurückgebliebene Schüler zu unterrichten. Ab Ostern 1848 absolvierte Schaaf ein dreijähriges Theologiestudium an der Universität Göttingen. In den letzten beiden Semestern hörte er bei Friedrich Ehrenfeuchter.
Im September 1851 legte Schaaf in Aurich vor dem Konsistorium das erste theologische Examen ab. Dabei erhielt er die Note „vorzüglich“. Anschließend wurde er Pfarrgehilfe auf Langeoog, wo seine Großmutter, geb. Leus, geboren worden war. Er war dort der erste Geistliche seit der Weihnachtsflut 1717, die die Kirche zerstört hatte, wirkte hier jedoch nur kurzzeitig.  Aufgrund seiner Ordination am 23. November 1851 in Aurich musste er kein zweites theologisches Examen ablegen. Im Oktober 1852 übernahm er nach einstimmiger Wahl die Stelle des Pastors von Strackholt, wo er vor großem Publikum predigte. Die Kirche wurde während seiner Dienstzeit ausgebaut. Er befasste sich während dieser Zeit mit Publikationen von Gottfried Thomasius und Anhängern der Bekenntnisbewegung.
Am 31. März 1857 erfolgte Schaafs Amtseinführung als erwählter Pastor von Potshausen. 1861 heiratete er Elise Juliane Feltrup, mit der er neun Kinder hatte. 1865/66 ersetzte ein Neubau die alte, nicht mehr ausreichend große Kirche von Potshausen. Ab der Gründung im Jahr 1869 engagierte sich Schaaf in der Landessynode in Hannover. Dabei setzte er sich dafür ein, eine lebhafte Zusammenarbeit der lutherischen Kirche Ostfrieslands und der althannoverschen Landeskirche zu schaffen, wobei er die Eigenheiten der ostfriesischen Gemeinden erhalten wollte. Von 1876 bis zu seinem Lebensende wirkte er im ständigen Ausschuss der Synode. 1883 nahm er die Ernennung zum Superintendenten der 5. lutherischen Inspektion, die er vorher mehrfach abgelehnt hatte, an. Darüber hinaus arbeitete er lange im Komitee der Ostfriesischen Missionsgesellschaft mit und gehörte dem Vorstand der Generalkonferenz der lutherischen Pastoren Ostfrieslands an. Außerdem gab er den Ostfriesischen Sonntagsboten heraus.
Die Universität Göttingen ernannte Schaaf bei dessen goldenem Dienstjubiläum im Jahre 1901 zum Doktor der Theologie. Vom preußischen König erhielt er den Roten Adlerorden 3. Klasse.

## Werke
Schaaf wurde durch zwei Werke bekannt:
- 1862 gab er eine kindgerechte Erläuterung des Kleinen Katechismus heraus. Das Werk wurde als „Schaafscher Katechismus“ bezeichnet und fand im ostfriesischen Konfirmandenunterricht und im Religionsunterricht lutherischer Volksschulen weite Verbreitung. Bis Lebensende gingen hiervon zwölf Auflagen in den Druck.
- Schaaf gab den Ostfriesischen Sonntagsboten heraus, was Fachleuten seinerzeit als dessen eigentliches Lebenswerk einschätzten. Der Sonntagsbote war 1861 von Schaafs Freund Johann Heinrich Leiner (1830–1868) als wöchentlich erscheinende evangelische Haus- und Familienzeitung gegründet worden und hatte zunächst 600 Abonnenten. Schaaf leitete den Sonntagsboten für mehr als 30 Jahre und konnte mehr als 5000 Abonnenten gewinnen. Die Reinerlöse kamen dem Ostfriesische Rettungshaus in Großefehn und später darüber hinaus dem Emdener Seemannsheim zugute. Gemeinsam mit dem Katechismus erwirtschaftete Schaaf so rund 50.000 Mark.